# Boszangermees
De boszangermees (Sylviparus modestus) is een zangvogel uit de familie  Paridae (Mezen).
De wetenschappelijke naam van de soort en van het geslacht Sylviparus is voor het eerst geldig gepubliceerd door Edward Burton in 1836.
Het is een kleine mezensoort, die slechts 6 à 8 gram weegt. Ze wordt slechts zelden waargenomen en lange tijd waren de broedgewoonten ervan niet bekend. Pas in 1968 werd duidelijk dat de soort in boomholten broedt. De eerste broedholte werd toen gevonden op 2.378 m hoogte in het bosgebied van Phulchowki (Nepal). Een tweede werd ontdekt op 25 april 1972.

## Verspreiding en leefgebied
Deze soort komt voor van de Himalaya tot Vietnam en telt drie ondersoorten:
- S. m. simlaensis: de noordwestelijke Himalaya.
- S. m. modestus: van de centrale en oostelijke Himalaya tot zuidelijk China en Indochina.
- S. m. klossi: Da Lat Plateau (zuidelijk-centraal Vietnam).